# Пазич Василь Іларіонович
Василь Іларіонович Пазич (25 жовтня 1925, Тарасівка (Звенигородський район) — 26 липня 1997, Київ) — український оперний співак (бас). Заслужений артист України (згідно інших даних — народний артист України).

## Життєпис
Народився 25 жовтня 1925 року в селі Тарасівка (Черкаської області).
Під час війни потрапив у полон, чудом залишився живим. Після війни військову службу проходив у Дніпровській флотилії, де в нього помітили голос. Відтоді почав співати у військовій самодіяльності. Після військової служби успішно пройшов іспити і вступив до Харківського інституту торгівлі на економічний факультет. Поряд із інститутом була Харківська консерваторія, в яку Василь Пазич зайшов на прослуховування і майже без іспитів був зарахований до навчання. У Харківській консерваторії Василь Пазич навчався у видатного педагога професора Павла Васильовича Голубєва, який перед цим виховав видатного українського співака-баса Бориса Романовича Гмирю. Закінчивши з відзнакою Харківську консерваторію у 1955 році Василь Пазич став солістом Київського театру опери та балету ім. Т.Шевченка (нині Національна опера України).
У 1961 році на Київській кіностудії імені Довженка Василь Пазич знявся в епізодичній ролі в к/ф «Повія» режисера І.Кавалерідзе за однойменним твором Панаса Мирного.

Могила Василя Пазича та його дружини, Байкове кладовище

Кінець 1950-х та 1960-ті роки виявилися найпліднішими у творчості Василя Пазича у Київському оперному театрі, де він виконав понад 50 оперних партій. Втім, дирекція Київського оперного театру ставила співака на різні партії, які не завжди підходили йому за теситурою. Партія Бориса Годунова для Василя Пазича стала фатальною. У 45 років співаку довелося робити операцію на зв'язках, після якої він змушений був припинити свою оперну кар'єру і перейти на концертну діяльність. У 1973-76 роках він працював у Центральному ансамблі групи рад. військ у Німеччині, а з 1976 по 1982-й працював солістом Київської філармонії. Згодом з 1982 по 1996 рік Василь Пазич працював викладачем теорії співу в Київському педагогічному інституті імені Драгоманова.
Дружина — акторка, народна артистка України Майя Пазич (1938—2020).
Помер на 72-му році життя 26 липня 1997 року. Похований у колумбарії Байкового кладовища разом з дружиною (50°25′4.10″ пн. ш. 30°30′13.70″ сх. д. / 50.4178056° пн. ш. 30.5038056° сх. д.).

## Спогади колег
- «Він був різноплановим співаком з дуже доброю технікою» (Лев Венедиктов, головний хормейстер та диригент київського оперного театру, народний артист СРСР, професор)
- «У нього була блискуча школа. З ним було зручно співати. У нього була надзвичайно цікава, особлива подача звуку для баса» (Євдокія Колесник, провідна солістка київського оперного театру, народна артистка України, професорка)[2]

## Оперні ролі
- Тарас («Тарас Бульба», Микола Лисенко)
- Карась («Запорожець за Дунаєм», Семен Гулак-Артемовський)
- Виборний («Наталка Полтавка», Микола Лисенко)
- Батько («Катерина», Микола Аркас)
- Кочубей («Мазепа», Петро Чайковський)
- Грємін («Євгеній Онєгін», Петро Чайковський)
- Руслан («Руслан і Людмила», Михайло Глінка)
- Фарлаф («Руслан і Людмила», Михайло Глінка)
- Малюта («Царева наречена», Микола Римський-Корсаков)
- Досіфей («Хованщина», Модест Мусоргський)
- Варлаам («Борис Годунов», Модест Мусоргський)
- Невідомий («Аскольдова могила», Олексій Верстовський)
- Мельник («Русалка», Олександр Даргомижський)
- Дон Базіліо («Севільський цирюльник», Джоакіно Россіні)
- Мефістофель («Фауст», Шарль Гуно)
- Ріббінг («Бал-маскарад», Джузеппе Верді)
- Феррандо («Трубадур», Джузеппе Верді)
- Король («Лоенгрін». Ріхард Вагнер)
- Кончак («Князь Ігор», Олександр Бородін)
- князь Галицький («Князь Ігор», Олександр Бородін)
- Борис Тимофійович («Катерина Ізмайлова», Дмитро Шостакович)
- Гортензіо («Підкорення непокірної», Віссаріон Шебалін)
- Гудал («Демон», Антон Рубінштейн)[6][7][3][8]